# Hiperèmesi gravídica
La hiperèmesi gravídica és una complicació de l'embaràs que es caracteritza per nàusees greus, vòmits, marejos, pèrdua de pes i possible deshidratació. Habitualment es produeix una millora a partir de la vintena setmana d'embaràs, però pot ser present durant tot l'embaràs.
Es desconeixen les causes exactes de la hiperèmesi gravídica. Com a factors de risc coneguts hi ha: quan és un primer embaràs, si es tracta d'embaràs múltiple, persones grasses, antecedents familiars o previs d'hiperèmesi. Un estudi de desembre de 2023 publicat a Nature va indicar un vincle entre hiperèmesi gravídica i nivells anormalment alts de l'hormona GDF15, així com una major sensibilitat a aquesta hormona específica.
El diagnòstic es fa generalment a partir dels signes i símptomes observats. La hiperèmesi gravídica s'ha definit tècnicament com més de tres episodis de vòmits per dia de manera que s'ha produït una pèrdua de pes del 5% o tres quilos i les cetones estan presents a l'orina. S'han d'excloure altres causes potencials dels símptomes, inclosa la infecció del tracte urinari i l'hipertiroïdisme.
El tractament inclou beure líquids i una dieta suau. Les recomanacions poden incloure begudes de substitució d'electròlits, tiamina i una dieta més alta en proteïnes. Algunes persones necessiten líquids per via intravenosa.

### Diagnòstic
La hiperèmesi gravídica es considera un diagnòstic d'exclusió. Els criteris pel diagnòstic inclouen generalment vòmits que produeixen una deshidratació significativa i pèrdua de pes (almenys el 5% del pes abans de l'embaràs). Normalment, es fa una anàlisi d'orina, i es poden prendre mostres de sang per fer recomptes sanguinis complets, per tal de comprovar si hi ha cetonúria o desequilibris d'electròlits, el qual podria indicar hiperèmesi o permetre un diagnòstic alternatiu.
Les dones que pateixen hiperèmesi gravídica sovint es deshidraten i perden pes malgrat els esforços per menjar. De manera similar a l'inici dels atacs estàndard de nàusees matinals, les nàusees i els vòmits amb hiperèmesi solen començar entre les 5 i les 6 setmanes de l'embaràs.

### Investigacions
Les investigacions habituals inclouen nitrogen ureic en sang (BUN) i electròlits, proves de funció hepàtica, anàlisi d'orina, i proves de funció tiroidal. Les investigacions hematològiques inclouen els nivells d'hematòcrit, que solen ser elevats en cas d'hiperèmesi. Pot ser necessària una ecografia per conèixer l'estat de gestació i per excloure l'embaràs molar o parcial.

### Maneig
Segons com siguin cuinats i ingerits els aliments l'estat de les nàusees pot millorar. Els aliments secs i suaus i la rehidratació oral són tractaments de primera línia. A causa del potencial de deshidratació severa i altres complicacions, la hiperèmesi es tracta com una emergència. Si les mesures dietètiques conservadores fracassen, pot ser necessari un tractament més extens, com ara l'ús de medicaments antiemètics i la rehidratació intravenosa. Si la nutrició oral és insuficient, pot ser necessari un suport nutricional intravenós. Per a les dones que requereixen ingrés hospitalari, es poden utilitzar mitges tromboembòliques o heparina de baix pes molecular com a mesures per prevenir la formació d'un coàgul de sang.

### Suport nutricional
Les dones que no responen a la rehidratació intravenosa i als medicaments poden requerir suport nutricional. Els pacients poden rebre nutrició parenteral (alimentació intravenosa mitjançant una línia PICC) o nutrició enteral (mitjançant una sonda nasogàstrica o una sonda naso-jejunal). Només hi ha proves limitades dels assaigs que recolzen l'ús de vitamina B₆ per millorar el resultat. En determinats casos pot ser necessari un excés d'alimentació forçat (hiperalimentació) per ajudar a mantenir els requisits de volum i permetre l'augment de pes. Un metge també pot prescriure tiamina (per prevenir l'encefalopatia de Wernicke) i àcid fòlic.

## Etimologia
Hyperemesis gravidarum prové del grec hiper-, que significa excessiu, i èmesis, que significa vòmits, i del llatí gravidarum, el genitiu femení plural d'un adjectiu, aquí utilitzat com a substantiu, que significa "[dona] embarassada". Per tant, hiperèmesi gravídica significa "vòmits excessius de les dones embarassades".